# Salekhard
Salekhard (em russo:  Салеха́рд; em khanty: Пуӆңават, Pułñawat; em nenets: Саляʼ харад, Salja’ harad - lit. "casa na península") é uma cidade da Rússia, centro administrativo do distrito autónomo de Iamália-Nenets.